# Chartronges
Chartronges és un municipi francès, situat al departament del Sena i Marne i a la regió d'Illa de França. L'any 2007 tenia 267 habitants.
Forma part del cantó de Coulommiers, del districte de Provins i de la Comunitat de comunes dels Deux Morin.

## Demografia

### Població
El 2007 la població de fet de Chartronges era de 267 persones. Hi havia 92 famílies, de les quals 12 eren unipersonals (4 homes vivint sols i 8 dones vivint soles), 32 parelles sense fills, 44 parelles amb fills i 4 famílies monoparentals amb fills.
La població ha evolucionat segons el següent gràfic:
Habitants censats

### Habitatges
El 2007 hi havia 102 habitatges, 94 eren l'habitatge principal de la família, 5 eren segones residències i 3 estaven desocupats. Tots els 102 habitatges eren cases. Dels 94 habitatges principals, 87 estaven ocupats pels seus propietaris, 4 estaven llogats i ocupats pels llogaters i 3 estaven cedits a títol gratuït; 1 tenia dues cambres, 4 en tenien tres, 30 en tenien quatre i 59 en tenien cinc o més. 79 habitatges disposaven pel capbaix d'una plaça de pàrquing. A 33 habitatges hi havia un automòbil i a 58 n'hi havia dos o més.

### Piràmide de població
La piràmide de població per edats i sexe el 2009 era:
| Homes | Edats   | Dones |
| ----- | ------- | ----- |
| 0     | 95 o +  | 0     |
| 0     | 90 a 94 | 0     |
| 0     | 85 a 89 | 0     |
| 0     | 80 a 84 | 0     |
| 4     | 75 a 79 | 8     |
| 0     | 70 a 74 | 0     |
| 0     | 65 a 69 | 0     |
| 24    | 60 a 64 | 12    |
| 8     | 55 a 59 | 4     |
| 12    | 50 a 54 | 16    |
| 4     | 45 a 49 | 16    |
| 20    | 40 a 44 | 16    |
| 4     | 35 a 39 | 8     |
| 4     | 30 a 34 | 4     |
| 8     | 25 a 29 | 4     |
| 4     | 20 a 24 | 8     |
| 8     | 15 a 19 | 16    |
| 12    | 10 a 14 | 8     |
| 4     | 5 a 9   | 0     |
| 0     | 0 a 4   | 0     |

## Economia
El 2007 la població en edat de treballar era de 183 persones, 136 eren actives i 47 eren inactives. De les 136 persones actives 131 estaven ocupades (75 homes i 56 dones) i 5 estaven aturades (1 home i 4 dones). De les 47 persones inactives 10 estaven jubilades, 15 estaven estudiant i 22 estaven classificades com a «altres inactius».

### Ingressos
El 2009 a Chartronges hi havia 97 unitats fiscals que integraven 277 persones, la mediana anual d'ingressos fiscals per persona era de 20.330 €.

### Activitats econòmiques
Dels 9 establiments que hi havia el 2007, 2 eren d'empreses de construcció, 2 d'empreses de comerç i reparació d'automòbils, 2 d'empreses d'hostatgeria i restauració, 1 d'una empresa de serveis i 2 d'empreses classificades com a «altres activitats de serveis».
Dels 3 establiments de servei als particulars que hi havia el 2009, 1 era un guixaire pintor, 1 lampisteria i 1 restaurant.
L'any 2000 a Chartronges hi havia 5 explotacions agrícoles que ocupaven un total de 950 hectàrees.

## Equipaments sanitaris i escolars
El 2009 hi havia una escola elemental integrada dins d'un grup escolar amb les comunes properes formant una escola dispersa.

## Poblacions més properes
El següent diagrama mostra les poblacions més properes.